# Bratty Babies
Bratty Babies ou Oh, Baby (br: Bebês em Ação) é um filme feito para a TV-canadense lançado em 2001. Estrelado por Harry Hamlin e Lisa Rinna.

## Sinopse
O filme retrata um grupo de bebês muito inteligentes que derrota dois ladrões usando o fantástico dom da fala. Durante uma fuga após um assalto, Eddy e Gil se escondem numa creche vizinha sem saber que os bebês armam um plano para detê-los.

## Elenco
- Harry Hamlin … Chad Norris
- Lisa Rinna … Michelle Grant
- Frances Bay … Maggie Wincheste
- Jennele Meyrink … Tina Grant (voz)
- Shannon Meyrink … Tina Grant (voz)
- Dave Nystrom … Ed
- Michael Roberds … Wendell
- Lisa Calder … Gwen
- Adam Harrington … Doug
- Keith Provost … Guarda
- Alejandro Abellan … Policial #1
- Nancy Robertson … Policial #2
- David Palffy … Agente Wesson
- Peter Bryant … Agente Smith
- Keith Dallad … Agente Orange
- Charles Zuckermann … Agente Blue
- Henry Mah … Diretor Chang
- Russell Roberts … Conusellor